# Kitanofuji Katsuaki
Kitanofuji Katsuaki (jap. 北の富士 勝昭; * 28. März 1942 in Bihoro, Hokkaidō als Takezawa Katsuaki (竹澤 勝昭); † 12. November 2024 in Tokio) war ein ehemaliger Sumōringer und der 52. Yokozuna. Bis zu seinem Tod war er der älteste lebende Träger des Yokozuna-Titels.

## Leben
Kitanofuji begann im Januar 1957 seine Profikarriere als Ringer des bedeutenden Heya Dewanoumi-beya. Er gewann das Hon-Basho der Jūryō-Division im November 1963 mit fünfzehn Siegen und ohne Niederlage – ein Ergebnis, das in der Juryo zuvor erst zweimal erreicht worden war. Sein erstes Turnier in der Makuuchi-Division, der ersten Liga des japanischen Profisumō, schloss er mit dreizehn Siegen ab, was bis heute das beste Ergebnis eines Neulings in der obersten Division ist. Dadurch gelang ihm die Beförderung vom 10. Maegashira zum Komusubi. Allerdings kassierte er gleich im nächsten Turnier wieder ein herbes Make-koshi. Kitanofuji konnte jedoch erfolgreich wieder aufsteigen und bekräftigte seinen Anspruch auf den Sekiwake-Rang, wenn er diesen auch zuerst mehrfach vorübergehend wieder abgeben musste.
Im September 1966 erschien Kitanofuji zum ersten Mal als Ōzeki auf der Banzuke (Rangliste). Kurz darauf erreichte auch Tamanoumi diesen Rang, der damals noch unter dem Shikona (Ringernamen) Tamanoshima kämpfte und mit dem Kitanofuji in den folgenden Jahren eine innige Konkurrenz verbinden sollte.
Als 1967 der ehemalige Yokozuna Chiyonoyama (1926–1977) den Dewanoumi-beya verließ und den Kokonoe-beya gründete, ging Kitanofuji, der zu diesem Zeitpunkt Dewanoumis Heyagashira (ranghöchster Ringer) war, mit ihm.
Zu dieser Zeit beherrschte Taiho die Division, und nur im März 1967 hatte Kitanofuji ein erstes Turnier der Makuuchi für sich entscheiden können. Ein Anschlusserfolg war jedoch ausgeblieben, und so blieb Kitanofuji Ōzeki, bis er mit einem Beinahe-Sieg hinter Tamanoumi im September 1969 und zwei Siegen im folgenden November und Januar ausreichende Leistung erbrachte, um den Yokozuna-Titel verliehen zu bekommen. Tamanoumi wurde diese Ehrung gleichzeitig zuteil.
Es folgte die kurze Ära der zwei gleichzeitig ernannten Yokozuna, die nunmehr die Turniersiege meist unter sich ausmachten. Sie endete mit Tamanoumis plötzlichem Tod im Oktober 1971.
Im folgenden Jahr machte Kitanofuji eine schlechte Zeit als Sportler durch. Nur an einem der ersten vier Turniere nahm er vollständig teil, am Nagoya-basho trat er wegen einer Fingerverletzung gar nicht erst an. Gleichzeitig erschien in der Presse ein Foto, das ihn mit „Freundinnen“ während eines heimlichen Aufenthalts auf Hawaii zeigte. Es wurde über seinen bevorstehenden Rücktritt spekuliert.
Die Vermutungen erwiesen sich als haltlos, und auch der Verband zwang Kitanofuji nicht zum Abdanken. Stattdessen meldete der Yokozuna sich im Herbst mit einem Turniersieg zurück, ohne selbst eine einzige Niederlage zu kassieren. Im März 1973 gewann Kitanofuji schließlich sein zehntes und letztes Basho in der Makuuchi-Division und trat im Sommer mit nunmehr 32 Jahren als Yokozuna zurück.
Nach seiner aktiven Laufbahn erwarb Kitanofuji den Kabu (Anteil) Izutsu. 1977 übernahm er nach dem Tod Chiyonoyamas dessen Stall als Kokonoe-Oyakata. Unter seiner Ägide entwuchsen dem Heya die beiden Yokozuna Chiyonofuji und Hokutoumi. Chiyonofuji wurde 1992 sein Nachfolger. Kitanofuji übernahm dessen Jimmaku-Anteil: zuerst im April unter dem Namen Jimmaku Junki (陣幕 純樹) und ab September als Jimmaku Katsuaki (陣幕 克昭). Nach den Ereignissen um die Wahlen im Sumōverband (NSK) 1998, in denen Takadagawa-Oyakata seinen Platz im Direktorium des Verbands einnahm, verließ Kitanofuji den NSK vollends.